# Grahamiella variabile
Grahamiella variabile är en svampart som först beskrevs av Nograsek & Matzer, och fick sitt nu gällande namn av Spooner 1999. Grahamiella variabile ingår i släktet Grahamiella och familjen Helotiaceae.   Inga underarter finns listade i Catalogue of Life.
I den svenska databasen Dyntaxa används istället namnet Crocicreas variabile för samma taxon.  Arten är reproducerande i Sverige.